# Bașevo, Kărdjali
Bașevo (în bulgară Башево) este un sat în comuna Ardino, regiunea Kărdjali,  Bulgaria. 

## Demografie
Componența etnică a satului Bașevo
     Turci (98,47%)
     Nicio identificare (1,52%)
     Altele (0%)
La recensământul din 2011, populația satului Bașevo era de 131 locuitori. Din punct de vedere etnic, majoritatea locuitorilor (98,47%) erau turci. Pentru 1,52% din locuitori nu este cunoscută apartenența etnică.